# Hondo (Teksas)
Hondo – miasto w Stanach Zjednoczonych, w stanie Teksas, w hrabstwie Medina. W 2000 roku liczyło 7 897 mieszkańców.